# Paul Sperling (Pädagoge, 1560)
Paul Sperling (* 1560 in Eckernförde; † 1. Juni 1633 in Hamburg) war ein deutscher späthumanistischer Pädagoge.

## Leben
Paul Sperling war Sohn eines gleichnamigen Eckernförder Goldschmieds, der auch zeitweilig Bürgermeister gewesen zu sein scheint. Als Jugendlicher war er jedoch mittellos und für seine Schulbildung auf die Unterstützung „von wohlthätigen Menschen“ angewiesen. 1572 kam er auf die Cantorei in Glücksburg und 1577 auf die Lateinschule, das heutige Alte Gymnasium in Flensburg. Der Flensburger Bürger Hans Kellinghusen nahm ihn in sein Haus und ließ ihn auch nach Beendigung der Schule auf seine Kosten studieren.
Sperling studierte an der Universität Straßburg, wo er sich vornehmlich theologischen und philologisch-philosophischen Studien widmete. Im Herbst 1583 graduierte er als Magister. In den folgenden drei Jahren unternahm er eine Studienreise an die Universitäten Basel, Tübingen, Jena und Wittenberg.
1586 erhielt er die königlich dänische Berufung zum Rektor seiner ehemaligen Flensburger Schule. Für diese Anstalt verfasste er ein ausführliches Schulprogramm nach den Grundsätzen seiner Straßburger Lehrer Johannes Sturm und Melchior Junius. Die Scholae Flensburgensis Administratio erschien 1589 in Wittenberg im Druck und wurde für zahlreiche andere Lateinschulen der Zeit maßgebend.
Am 9. Februar 1591 berief der Hamburger Senat Sperling zum fünften Rektor der 1529 gegründeten Gelehrtenschule des Johanneums; am 28. Juni trat er das neue Amt an. Zur Aufbesserung seines Einkommens erhielt er 1594 eine Vikars-Pfründe am Hamburger Dom. Die Schule nahm unter ihm rasch einen bedeutenden Aufschwung, der sich im starken Anwachsen der Schülerzahl zeigte: 1603 sollen nach Michael Richey 1100 Schüler, darunter 130 Primaner vorhanden gewesen sein.
Die starke Auslastung führte jedoch bald zu Problemen und einem Rückschlag. Um die Verhältnisse zu verbessern, wurde unter Sperlings wesentlicher Mitwirkung die Anstalt in ein Akademisches Gymnasium und die Gelehrtenschule aufgeteilt. Das Gymnasium sollte den Absolventen des Johanneums ermöglichen, sich in der Heimat auf ein Studium an einer Universität vorzubereiten, und so die Abwanderung junger Männer an andere Schulen verhindern. Das Akademische Gymnasium konnte nach Verhandlungen ab 1610 schließlich 1613 eröffnet werden. Sperling übernahm die Professur der Rhetorik und Poesie.
So lange seine Kräfte es gestatteten, führte Sperling beide Ämter gemeinsam fort. 1615 ist eine wesentlich von ihm verfasste Schulordnung für das Johanneum erlassen worden. 1619 erbat Sperling wegen körperlicher Schwäche seine Entlassung aus dem Rektorat, die ihm auch in ehrenvoller Weise gewährt wurde. Sein Nachfolger als Rektor wurde Zacharias Scheffter. Die Professur am Akademnischen Gymnasium behielt Sperling bei, wenn auch in den letzten Lebensjahren durch wiederholte Schlaganfälle beeinträchtigt.
Die fast 30-jährige Zeit seiner Rektoratsführung galt später als „eine der Glanzperioden in der Geschichte des Hamburgischen Johanneums“.
Seit 1592 war er verheiratet mit Elisabeth, geb. Cranenberg. Zu den drei Söhnen und fünf Töchtern des Paares zählen der Mediziner Otto Sperling und der Pädagoge Paul Sperling; die Tochter Anna heiratete den Organisten Johann Praetorius.
Von seinen poetischen Werken ist neben Gelegenheitsgedichten ein neulateinisches Carmen über Herodes erhalten, das Ende 1591 zum Tag der unschuldigen Kinder im Johanneum rezitiert worden war.

## Werke
- Oratio de dictu Psalmi 65,12. Schleswig 1587
- Scholae Flensburgensis administratio. Wittenberg 1589 (Digitalisat, Dänische Königliche Bibliothek bei ProQuest) (Digitalisat)
- Herodes sive de caede puerorum Bethlehemicorum Carmen. Hamburg 1592
- Aristotelis Stagiritae De Virtutibus Et Vitiis Liber / Seorsim editus, & capitibus certis distinctus Pro Schola Hamburgensi. Cum versione & praefatione M. Pauli Sperlingii, eiusdem Scholae Rectoris. Hamburg 1603 (Digitalisat)